# Tubarna tonzila
Tubarna tonzila (lat. tonsilla tubaria) je naziv za nakupinu limfnog tkiva u nosnom dijelu ždrijela, nasofarinksu. 
Po jedna tubarna tonzila nalazi se iza otvor Eustahijeve cijevi (lat. tuba pharyngetympanica) u ždrijelo, tako da ukupno brojimo dvije tubarne tonzile.
Tubarne tonzile zajedno sa ždrijelnom tonzilom, nepčanim tonzilama i jezičnom tonzilom čine limfnog prstena ždrijela (lat. annulus lymphaticus Waldeyer).